# Declieuxia leiophylla
Declieuxia leiophylla är en måreväxtart som beskrevs av Johannes Müller Argoviensis. Declieuxia leiophylla ingår i släktet Declieuxia och familjen måreväxter. Inga underarter finns listade i Catalogue of Life.